# 200 meter för damer i friidrott vid olympiska sommarspelen 2012
Damernas 200 meter vid OS 2012, i London, England avgjordes 6-8 augusti på Londons Olympiastadion Regerande mästare var Veronica Campbell-Brown från Jamaica efter sin vinst i OS 2008.

## Medaljörer
| Event     | Guld              | Guld              | Silver                          | Silver                          | Brons               | Brons               |
| 200 meter | Allyson Felix USA | Allyson Felix USA | Shelly-Ann Fraser-Pryce Jamaica | Shelly-Ann Fraser-Pryce Jamaica | Carmelita Jeter USA | Carmelita Jeter USA |

## Rekord
Före tävlingarna gällde dessa rekord:
| Världsrekord        | Florence Griffith Joyner (USA) | 21,34         | Seoul, Sydkorea | 29 september 1988 |
| Olympiskt rekord    | Florence Griffith Joyner (USA) | 21,34         | Seoul, Sydkorea | 29 september 1988 |
| Världsårsbästa (WL) | ej fastställt                  | ej fastställt | ej fastställt   | ej fastställt     |

## Program
|             | Datum     | Tid (lokal) | Tid (svensk) |
| Försöksheat | 6 augusti | 19:20       | 20:20        |
| Semifinal   | 7 augusti | 20:25       | 21:25        |
| Final       | 8 augusti | 21:00       | 22:00        |

## Resultat
- Q innebär avancemang utifrån placering i heatet.
- q innebär avancemang utifrån total placering.
- DNS innebär att personen inte startade.
- DNF innebär att personen inte fullföljde.
- DQ innebär diskvalificering.
- NR innebär nationellt rekord.
- OR innebär olympiskt rekord.
- WR innebär världsrekord.
- WJR innebär världsrekord för juniorer
- AR innebär världsdelsrekord (area record)
- PB innebär personligt rekord.
- SB innebär säsongsbästa.
- w innebär medvind > 2,0 m/s

### Omgång 1

#### Heat 1
Vind:
Heat 1: +0.5 m/s
| Placering | Idrottare                    | Nation                   | Tid   | Noteringar |
| --------- | ---------------------------- | ------------------------ | ----- | ---------- |
| 1         | Murielle Ahouré              | Elfenbenskusten          | 22,55 | Q          |
| 2         | Aleksandra Fedoriva          | Ryssland                 | 22,61 | Q          |
| 3         | Margaret Adeoye              | Storbritannien           | 22,94 | Q, PB      |
| 4         | Allison Peter                | Amerikanska Jungfruöarna | 23.00 | q          |
| 5         | Christy Udoh                 | Nigeria                  | 23.19 |            |
| 6         | Andreea Ogrăzeanu            | Rumänien                 | 23.46 |            |
| 7         | Anna Kiełbasińska            | Polen                    | 23.67 |            |
| 8         | Hinikissia Albertine Ndikert | Tchad                    | 26.06 |            |
| 99        | Marlena Wesh                 | Haiti                    | DNS   |            |

#### Heat 2
Vind:
Heat 2: +1,2 m/s
| Placering | Idrottare                | Nation              | Tid   | Noteringar |
| --------- | ------------------------ | ------------------- | ----- | ---------- |
| 1         | Allyson Felix            | USA                 | 22,71 | Q          |
| 2         | Semoy Hackett            | Trinidad och Tobago | 22,81 | Q          |
| 3         | Janelle Redhead          | Grenada             | 23,08 | Q, SB      |
| 4         | Anyika Onuora            | Storbritannien      | 23.23 |            |
| 5         | Jelizaveta Savlinis      | Ryssland            | 23.23 |            |
| 6         | Gloria Hooper            | Italien             | 23.25 |            |
| 7         | Debbie Ferguson-McKenzie | Bahamas             | 23.49 |            |
| 8         | Vida Anim                | Ghana               | 23.71 | SB         |
| 9         | Ndeye Fatou Soumah       | Senegal             | 23.89 |            |

#### Heat 3
Vind:
Heat 3: +0,7 m/s
| Placering | Idrottare          | Nation         | Tid   | Noteringar |
| --------- | ------------------ | -------------- | ----- | ---------- |
| 1         | Carmelita Jeter    | USA            | 22,65 | Q          |
| 2         | Abiodun Oyepitan   | Storbritannien | 22,92 | Q          |
| 3         | Sherone Simpson    | Jamaica        | 22,97 | Q          |
| 4         | Maria Belibasaki   | Grekland       | 23.36 |            |
| 5         | Ana Claudia Silva  | Brasilien      | 23.40 |            |
| 6         | Gloria Asumnu      | Nigeria        | 23.43 |            |
| 7         | Chisato Fukushima  | Japan          | 24.14 |            |
| 8         | Gretta Taslakian   | Libanon        | 24.49 |            |
| 99        | Cydonie Mothersill | Caymanöarna    | DNS   |            |

#### Heat 4
Vind:
Heat 4: +0,3 m/s
| Placering | Idrottare              | Nation                   | Tid   | Noteringar |
| --------- | ---------------------- | ------------------------ | ----- | ---------- |
| 1         | Sanya Richards-Ross    | USA                      | 22,48 | Q          |
| 2         | LaVerne Jones-Ferrette | Amerikanska Jungfruöarna | 22,64 | Q, SB      |
| 3         | Chrystyna Stuj         | Ukraina                  | 22,66 | Q, PB      |
| 4         | Kai Selvon             | Trinidad och Tobago      | 22.85 | q, PB      |
| 5         | Ivet Lalova            | Bulgarien                | 23.01 | q, SB      |
| 6         | Eleni Artymata         | Cypern                   | 23.09 | q, SB      |
| 7         | Norma González         | Colombia                 | 23.46 | SB         |
| 8         | Nercely Soto           | Venezuela                | 23.54 |            |
| 9         | Vladislava Ovtjarenko  | Tadzjikistan             | 24.39 |            |

#### Heat 5
Vind:
Heat 5: +1,3 m/s
| Placering | Idrottare               | Nation    | Tid   | Noteringar |
| --------- | ----------------------- | --------- | ----- | ---------- |
| 1         | Maria Rjemjen           | Ukraina   | 22,58 | Q, PB      |
| 2         | Myriam Soumaré          | Frankrike | 22,70 | Q, SB      |
| 3         | Veronica Campbell-Brown | Jamaica   | 22,75 | Q          |
| 4         | Léa Sprunger            | Schweiz   | 23.27 |            |
| 5         | Ezinne Okparaebo        | Norge     | 23.30 | =NR        |
| 6         | Natalja Rusakova        | Ryssland  | 23.40 |            |
| 7         | Erika Chávez            | Ecuador   | 23.70 |            |
| 8         | Kirsten Nieuwendam      | Surinam   | 24.07 |            |
| 9         | Chan Seyha              | Kambodja  | 26.62 |            |

#### Heat 6
Vind:
Heat 6: +0,8 m/s
| Placering | Idrottare               | Nation                  | Tid   | Noteringar |
| --------- | ----------------------- | ----------------------- | ----- | ---------- |
| 1         | Shelly-Ann Fraser-Pryce | Jamaica                 | 22,71 | Q          |
| 2         | Anthonique Strachan     | Bahamas                 | 22,75 | Q          |
| 3         | Jelyzaveta Bryzhina     | Ukraina                 | 22,82 | Q          |
| 4         | Evelyn dos Santos       | Brasilien               | 23.07 | q          |
| 5         | Crystal Emmanuel        | Kanada                  | 23.10 | q, SB      |
| 6         | Marielis Sánchez        | Dominikanska republiken | 23.20 | SB         |
| 7         | Viktoria Ziabkina       | Kazakstan               | 23.49 |            |
| 8         | Nelkis Casabona         | Kuba                    | 23.82 |            |
| 9         | Luan Gabriel            | Dominica                | 24.12 |            |

### Semifinaler

#### Semifinal 1
Vind:
Heat 1: +1,0 m/s
| Placering | Idrottare               | Nation                   | Tid   | Noteringar |
| --------- | ----------------------- | ------------------------ | ----- | ---------- |
| 1         | Veronica Campbell-Brown | Jamaica                  | 22,32 | Q, SB      |
| 2         | Carmelita Jeter         | USA                      | 22,39 | Q          |
| 3         | Myriam Soumaré          | Frankrike                | 22,56 | q, SB      |
| 4         | Maria Rjemjen           | Ukraina                  | 22.62 |            |
| 5         | Anthonique Strachan     | Bahamas                  | 22.82 |            |
| 6         | Ivet Lalova             | Bulgarien                | 22.98 | SB         |
| 7         | Margaret Adeoye         | Storbritannien           | 23.28 |            |
| 8         | Allison Peter           | Amerikanska Jungfruöarna | 23.35 |            |

#### Semifinal 2
Vind:
Heat 2: +1,0 m/s
| Placering | Idrottare              | Nation                   | Tid   | Noteringar |
| --------- | ---------------------- | ------------------------ | ----- | ---------- |
| 1         | Allyson Felix          | USA                      | 22,31 | Q          |
| 2         | Murielle Ahouré        | Elfenbenskusten          | 22,49 | Q          |
| 3         | Semoy Hackett          | Trinidad och Tobago      | 22,55 | q, =NR     |
| 4         | LaVerne Jones-Ferrette | Amerikanska Jungfruöarna | 22.62 | SB         |
| 5         | Jelyzaveta Bryzhina    | Ukraina                  | 22.64 | SB         |
| 6         | Sherone Simpson        | Jamaica                  | 22.71 |            |
| 7         | Evelyn dos Santos      | Brasilien                | 22.82 | PB         |
| 8         | Eleni Artymata         | Cypern                   | 22.92 | SB         |

#### Semifinal 3
Vind:
Heat 3: +0,8 m/s
| Placering | Idrottare               | Nation              | Tid   | Noteringar |
| --------- | ----------------------- | ------------------- | ----- | ---------- |
| 1         | Sanya Richards-Ross     | USA                 | 22,30 | Q          |
| 2         | Shelly-Ann Fraser-Pryce | Jamaica             | 22,34 | Q          |
| 3         | Aleksandra Fedoriva     | Ryssland            | 22,65 |            |
| 4         | Chrystyna Stuj          | Ukraina             | 22.76 |            |
| 5         | Kai Selvon              | Trinidad och Tobago | 23.04 |            |
| 6         | Abiodun Oyepitan        | Storbritannien      | 23.14 |            |
| 7         | Crystal Emmanuel        | Kanada              | 23.28 |            |
| 8         | Janelle Redhead         | Grenada             | 23.51 |            |

### Final
Vind: -0,2 m/s
| Placering | Bana | Idrottare               | Nation              | Tid   | Noteringar |
| --------- | ---- | ----------------------- | ------------------- | ----- | ---------- |
| 1         | 7    | Allyson Felix           | USA                 | 21,88 |            |
| 2         | 4    | Shelly-Ann Fraser-Pryce | Jamaica             | 22,09 | PB         |
| 3         | 9    | Carmelita Jeter         | USA                 | 22,14 |            |
| 4         | 5    | Veronica Campbell-Brown | Jamaica             | 22,38 |            |
| 5         | 6    | Sanya Richards-Ross     | USA                 | 22,39 |            |
| 6         | 8    | Murielle Ahouré         | Elfenbenskusten     | 22,57 |            |
| 7         | 2    | Myriam Soumaré          | Frankrike           | 22,63 |            |
| 8         | 3    | Semoy Hackett           | Trinidad och Tobago | 22,87 |            |